# Groutit
Groutit ist ein selten vorkommendes Mineral aus der Mineralklasse der „Oxide und Hydroxide“ mit der chemischen Zusammensetzung Mn3+OOH oder auch α-MnOOH, besteht also zu gleichen Teilen aus Mangan in der orthorhombischen Modifikation, Sauerstoff und Hydroxidionen (OH).
Groutit entwickelt tafelige oder nadelige, prismatische Kristalle von blauschwarzer Farbe. Seine Strichfarbe ist dunkelbraun. Die undurchsichtigen Kristalle zeigen auf den Oberflächen einen diamantähnlichen bis schwach metallischen Glanz. Die Mohshärte wird mit 3,5 bis 4 oder aber mit 5,5 angegeben. Damit gehört Groutit zu den weichen oder mittelharten Mineralen, es lässt sich zumindest mit einem Taschenmesser ritzen.

## Etymologie und Geschichte

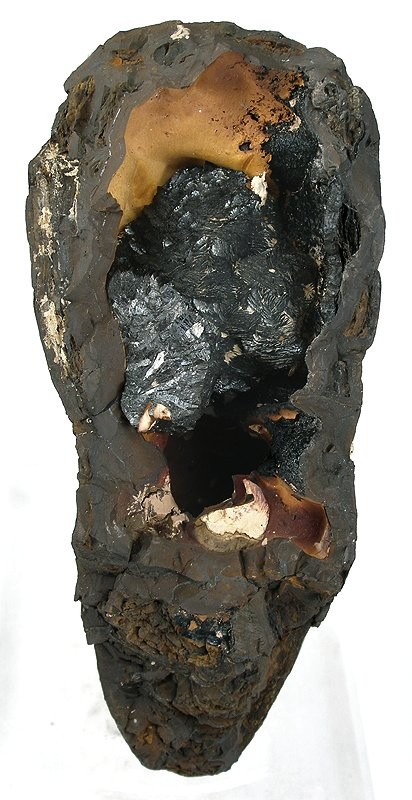
Groutit in einer Limonitdruse aus dem Schacht Emilie (Bülten-Adenstedt)

Groutit wurde 1945 von seinem Entdecker John W. Gruner nach dem amerikanischen Petrologen Fitch Grout (1880–1958) benannt. Die Typlokalität sind die Tagebaue Mahnomen pit und Sagamore Mangan No. 2 pit in Ironton, Crow Wing County, Minnesota, USA.

## Klassifikation
In der veralteten 8. Auflage der Mineralsystematik nach Strunz gehörte der Groutit zur Mineralklasse der „Oxide und Hydroxide“ und dort zur Abteilung „Hydroxide“, wo er gemeinsam mit Bracewellit, Diaspor, Goethit, Montroseit und Paramontroseit sowie im Anhang mit Feitknechtit und Manganit in der „Diaspor-Reihe“ mit der Systemnummer IV/F.04a steht.
In der zuletzt 2018 überarbeiteten Lapis-Systematik nach Stefan Weiß, die formal auf der alten Systematik von Karl Hugo Strunz in der 8. Auflage basiert, erhielt das Mineral die System- und Mineralnummer IV/F.06-080. Dies entspricht der Klasse der „Oxide und Hydroxide“ und dort der Abteilung „Hydroxide und oxidische Hydrate (wasserhaltige Oxide mit Schichtstruktur)“, wo Groutit zusammen mit Akaganeit, Böhmit, Diaspor, Feitknechtit, Feroxyhyt, Goethit, Lepidokrokit, Manganit, Schwertmannit und Tsumgallit eine unbenannte Gruppe mit der Systemnummer IV/F.06 bildet.
Die von der International Mineralogical Association (IMA) zuletzt 2009 aktualisierte 9. Auflage der Strunz’schen Mineralsystematik ordnet den Groutit in die Klasse der „Oxide (Hydroxide, V[5,6]-Vanadate, Arsenite, Antimonite, Bismutite, Sulfite, Selenite, Tellurite, Iodate)“ und dort in die Abteilung „Hydroxide (ohne V oder U)“ ein. Hier ist das Mineral in der Unterabteilung „Hydroxide mit OH, ohne H2O; Ketten aus kantenverknüpften Oktaedern“ zu finden, wo es zusammen mit Bracewellit, Diaspor, Goethit, Guyanait, Montroseit und Tsumgallit die „Diasporgruppe“ mit der Systemnummer 4.FD.10 bildet.
In der vorwiegend im englischen Sprachraum gebräuchlichen Systematik der Minerale nach Dana hat Groutit die System- und Mineralnummer 06.01.01.03. Das entspricht der Klasse der „Oxide und Hydroxide“ und dort der Abteilung „Hydroxide und hydroxyhaltige Oxide“. Hier findet er sich innerhalb der Unterabteilung „Hydroxide und hydroxyhaltige Oxide mit der Formel: X3+OOH“ in der „Diasporgruppe (Orthorhombisch, Pnma oder Pnmd)“, in der auch Diaspor, Goethit, Montroseit, Bracewellit und Tsumgallit eingeordnet sind.

## Kristallstruktur
Groutit kristallisiert orthorhombisch in der Raumgruppe Pbnm (Raumgruppen-Nr. 62, Stellung 3) mit den Gitterparametern a = 4,56 Å; b = 10,70 Å; c = 2,87 Å sowie 4 Formeleinheiten pro Elementarzelle.

## Modifikationen und Varietäten
Die Verbindung Mn3+OOH ist trimorph und kommt in der Natur neben dem orthorhombisch kristallisierenden Groutit noch als monoklin kristallisierender Manganit (γ-MnOOH) und als trigonal kristallisierender Feitknechtit (β-MnOOH) vor.

## Bildung und Fundorte
Groutit kommt unter anderem in Limonitdrusen vor, speziell in Deutschland in den Trümmereisenerzen der Grube Bülten-Adenstedt bei Peine in Niedersachsen, wo er in den Drusen mit Calcit und Baryt vergesellschaftet sein kann. In seiner Typlokalität tritt er als Sekundärmineral in Limonitdrusen in der Verwitterungszone von Bändereisenerzen auf. In der Black Water Mine in Apache County und in Holbrooke in Navajo County (beides Arizona, USA) bildet er langprismatische bis stängelige Kristalle auf umkristallisiertem versteinertem Holz (Quarz mit üppigen Hämatiteinlagerungen).
Weitere Vorkommen in Deutschland befinden sich in der Grube Rappenloch in Eisenbach in Baden-Württemberg, im Kalksteinbruch des Kalkwerks Hufgard bei Hösbach in Bayern, in der Grube Einheit in Elbingerode, Sachsen-Anhalt und bei Ilfeld im Südharz, Thüringen.